# Solo de guitare
Pour les articles homonymes, voir Solo.

Sweep picking sur une guitare électrique.

Un solo à la guitare électrique est la partie d'un morceau où le guitariste joue seul afin de pouvoir s'exprimer, avec généralement un accompagnement rythmique basse/batterie et/ou du clavier.
On peut trouver des solos dans tous les genres musicaux utilisant la guitare, que ce soit le blues, le jazz, le rock ou le metal. Certains artistes tels Eddie Van Halen jouent des titres instrumentaux composés d'un unique solo.
Il est l'occasion pour le guitariste solo de s'exprimer et montrer son talent, en utilisant diverses techniques comme le bend, le vibrato, le slide ou encore le sweep picking. Bien que le solo de guitare soit en principe pratiqué par un seul guitariste, certains groupes ont popularisé les duos de guitaristes, jouant donc des solos à plusieurs. 
L'origine du solo de guitare est incertaine. On en trouve la trace dans le morceau Lead Pencil Blues de Johnnie Temple, enregistré le 14 mai 1935, paru en 1935.

## Exemple de Solo: Le Sébène
De l'anglais, Seven, 7 ou Seventh, le sébène est un rythme d'origine congolaise exécuté par un soliste guitariste qui consiste à jouer de manière répétée successivement plusieurs notes dans un morceau.